# Ishkur's Guide to Electronic Music
Ishkur's Guide to Electronic Music est un guide interactif en ligne consacré à la musique électronique créé par Kenneth John Taylor, alias Ishkur. Le site web comprend 153 sous-genres et 818 fichiers sonores. Les genres comprennent des genres peu connus comme le terrorcore et le chemical breakbeat, et des genres plus populaires comme la house ou la techno, présentés sous la forme d'un organigramme.

## Histoire
Le guide est publié à l'origine en 1999 sous la forme d'un site web Flash, et est continuellement mis à jour jusqu'en 2001.
Le 11 décembre 2016, Ishkur annonce sur Twitter qu'une nouvelle version du guide serait publiée en 2017. En raison de retards, la version 3.0 du guide est plutôt publiée le 20 août 2019,. Contrairement aux deux premières versions du guide, la version mise à jour n'utilise plus Adobe Flash.

## Accueil
Le CMJ New Music Monthly fait l'éloge du site web pour sa « ...facilité de navigation, ses descriptions lapidaires des genres, et son accompagnement audio assez précis... »  Oliver Hurley du Guardian qualifie le site web d'« entreprise épique en ligne », mais souligne que plusieurs des genres ont été inventés par Ishkur, tels que « Buttrock Goa ». 